# فليتة بن قاسم
فُليتة بن قاسم الحسني العلوي؛ (توفي في يونيو أو يوليو 1133) كان أمير وشريف مكة الثالث من سلالة (الطبقة الثالثة) من الأشراف الهواشم. خلف والده قاسم بعد وفاة الأخير في 1123 أو 1124. توفي فُليتة في شعبان 527 هـ (يونيو / يوليو 1133) وخلفه ابنه هاشم.